# 파트리치아 레지아니
파트리치아 레지아니(이탈리아어: Patrizia Reggiani, 1948년 12월 2일 ~ )는 이탈리아의 전직 사교계 명사이자 범죄자이다. 그녀는 전 남편인 마우리치오 구치를 죽이기 위해 히트맨을 고용한 혐의로 기소되어 세간에 널리 알려진 재판에서 유죄 판결을 받았다.